# Kubana
Das Kubana Festival war ein Musikfestival in Russland. Es entwickelte sich zu einem der bekanntesten Open-Air-Festivals des Landes und zählte in Spitzenzeiten bis zu 150.000 Besucher.

## Geschichte
Das Festival wurde von 2009 bis 2014 an der Küste des Schwarzen Meeres durchgeführt. Das erste Mal wurde das Kubana vom 31. Juli bis 1. August 2009 abgehalten. Bereits im ersten Jahr zog das Festival mehr als 8000 Menschen an. Das zweite Festival fand vom 13. bis 15. August 2010 statt, mit bereits mehr als 30.000 Zuschauern. Im Jahr 2011 kamen vom 29. bis 31. Juli mehr als 70.000 Menschen zum Festival. Auf dem Programm standen zahlreiche internationale Künstler und Bands, darunter System of a Down, The Prodigy, Korn, NOFX, Guano Apes, Scooter und Wu-Tang Clan. 
Im Jahr 2015 war ursprünglich eine Verlegung des Festivals in den Ort Jantarni in der russischen Exklave Kaliningrad vorgesehen. Die Veranstaltung wurde jedoch kurzfristig aufgrund von Sicherheitsbedenken der lokalen Behörden abgesagt. Stattdessen wurde das Festival im selben Jahr auf der Insel Lucavsala in Riga (Lettland) durchgeführt. 2016 fand eine weitere Ausgabe in Riga statt. Seither wurde das Festival nicht mehr veranstaltet. Als Hauptgrund für die Einstellung gilt das Fehlen eines geeigneten Austragungsortes.

## Ausgaben

### Kubana 2013
Das Kubana 2013 findet erstmals an sieben  Tagen statt, vom 1. August bis zum 7. August.

#### El Dia Kubana
- Guano Apes
- Ska-P
- Tokyo Ska Paradise Orchestra
- Pennywise
- Enter Shikari
- Flogging Molly
- Bullet for My Valentine
- The Subways
- Skillet
- Skindred
- Banda Bassotti
- System of a Down
- Streetlight Manifesto
- the GazettE
- NAIV
- Bloodhound Gang
- The Qemists
- Ljapis Trubezkoi
- Mascha i Medwedi
- Animal JaZZ
- Tracktor Bowling
- The Sounds
- KillSonik & Dream McLean
- Biting Elbows
- Juri Antonow
- Bravo
- Noize MC
- Dog Eat Dog
- Distemper
- Brainstorm
- Kirpitschi

#### La Noche Kubana
- Electric Six
- The Misfits
- Scooter (deren Auftritt fiel wegen Erkrankung aus)
- Marky Ramone’s Blitzkrieg feat. Andrew W. K.
- SLOT

#### Theaterbühne
- Emir Kusturica & The No Smoking Orchestra: Punk-Oper Zeit der Zigeuner